# Yellowman
Yellowman ou King Yellowman, de son vrai nom Winston Foster (né le 15 janvier 1956 à Negril, Jamaïque), est un musicien, compositeur et deejay jamaïcain de reggae. Il est notamment connu pour être l'interprète du célèbre titre Zungguzungguguzungguzeng.

## Biographie
Yellowman tient son pseudonyme du fait qu'il est albinos, chose qui est mal vue en Jamaïque mais qu'il s'est appropriée avec cette mise en avant. Étant orphelin, son apprentissage musical se fait à l'Alpha Boys School de Kingston, qui voit défiler une bonne part des talents et futures vedettes de l'île. Notoire dès le début des années 1980 avec l'émergence du style dancehall (période rub-a-dub), il devient le deejay numéro un à Kingston de 1982 à 1985, puis marque le pas à l'arrivée du son numérique au milieu de la décennie. Ensuite, il continue à se produire tout autour du monde et conserve un large public d'admirateurs, dont les générations se succèdent inlassablement depuis près de 40 ans.
Yellowman est un des plus grands interprètes de la scène reggae des années 1980 et un des meilleurs deejay de sa génération. Incontournable deejay de la scène rub-a-dub jamaïcaine, il a souvent collaboré avec le deejay Fathead (en) et restera à jamais associé à des titres comme Mr. Chin, Lost Mi love, Galong Galong Galong ou son fameux Zungguzungguguzungguzeng.
Sa fille, K'reema, est également chanteuse de reggae.

## Discographie
- 1982 : Just Cool
- 1982 : Mad Over Me
- 1982 : Mr Yellowman
- 1982 : One Yellowman (Yellowman & Fathead)
- 1982 : Bad Boy Skanking (avec Fathead)
- 1982 : Supermix
- 1982 : Jack Sprat - (Aka: "Hotter Reggae" 1982) - (Reissue: "Life In The Ghetto" 1991)
- 1982 : King Mellow Yellow meets Yellowman (avec King Mellow Yellow)
- 1982 : Live At Reggae Sunsplash  (Live)
- 1982 : Superstar Yellowman has arrived with Toyan (avec Toyan)
- 1982 : Live At The Aces: Feeding In The Dancehall - (Yellowman & Fathead)
- 1982 : The Yellow, The Purple & The Nancy - (Yellowman, Purpleman and Sister Nancy)
- 1982 : Yellow Man Fat Head And The One Peter Metro (Yellow Man & Fat Head & Peter Metro)
- 1983 : Zungguzunggugguzungguzeng
- 1983 : Junjo Presents A Live Session With Aces International - [Various Artists + Yellowman]
- 1983 : Live And Direct (Presenting A Live Session With Aces International Vol 2) - [Various Artists + Yellowman]
- 1983 : Divorced (For Your Eyes Only) - (Yellowman & Fathead)
- 1983 : Live At Kilamanjaro (avec Squidley)
- 1983 : Live Stage Show At Ranny Williams Entertainment Center (Yellowman, Sassa Frost & Peter Metro)
- 1983 : Live In London
- 1983 : King Yellowman Meets The Mighty Josey Wales (avec Josey Wales)
- 1984 : Nobody Move Nobody Get Hurt
- 1984 : Two Giants Clash (avec Josey Wales)
- 1984 : Operation Radicatio
- 1984 : King Yellowman
- 1984 : Showdown Vol. 5 (avec Fathead et Purpleman)
- 1984 : Under Me Fat Thing - (Aka: "Galong Galong Galong" 1995)
- 1984 : One In A Million
- 1985 : Walking Jewellery Store
- 1985 : Yellowman Meets Charlie Chaplin - (Yellowman & Charlie Chaplin)
- 1986 : Taxi Connection - Live In London (Sly & Robbie, Ini Kamoze, Half Pint & Yellowman)
- 1986 : Rambo - (Aka: "Girls Them Pet" 1986)
- 1986 : Kangal Presents Tiger Meets Yellowman - (Tiger & Yellowman)
- 1987 : Going To The Chapel
- 1987 : Blueberry Hill
- 1987 : The Negril Chill Challenge With Charlie Chaplin (Live) - (Yellowman & Charlie Chaplin).
- 1987 : Yellow Like Cheese
- 1988 : Yellowman Rides Again
- 1988 : Don't Burn It Down
- 1988 : Sings The Blues
- 1988 : A Reggae Calypso Encounter Yellowman & General Trees
- 1990 : A Feast Of Yellow Dub
- 1990 : Thief - (Aka: "Strikes Again" 1990)
- 1991 : Mi Hot
- 1991 : Party
- 1992 : Reggae On The Move
- .1993 : A Man You Want
- 1993 : In Bed With Yellowman
- 1993 : Reggae On Top
- 1994 : Prayer
- 1994 : Best Of Live In Paris
- 1995 : Kiss Me
- 1995 : Good Sex Guide
- 1995 : Message To The World
- 1995 : Freedom Of Speech
- 1996 : Yellowman Meets The Paragons
- 1998 : Live At Maritime Hall - (Reissue: "Live In San Francisco" 2003)
- 1998 : Very Very Yellow Christmas
- 1999 : Yellow Fever
- 2003 :  New York
- 2012 : Young, Gifted & Yellow
- 2013 : Reggae Essentials (aka Reggae Freedom)
- 2016 : Rissmillers Resida CA Sept' 82
- 2019 : No More War